# Heterorhynchites kawiensis
Heterorhynchites kawiensis là một loài bọ cánh cứng trong họ Rhynchitidae. Loài này được Hartmann miêu tả khoa học năm 1899.